# Turgay Poyraz
Kadem Turgay Poyraz (* 13. Oktober 1958 in Ordu) ist ein ehemaliger türkischer Fußballspieler. Er spielte für die zwei Vereine Orduspor und Sakaryaspor und war bei beiden an wichtigsten Erfolgen der jeweiligen Vereinshistorien beteiligt. Mit 190 Erstligaeinsätzen für Sakaryaspor ist er der Spieler mit den meisten Süper-Lig-Einsätzen der Vereinsgeschichte.

## Karriere

### Verein
Poyraz startete seine Profikarriere in der Saison 1971/72 bei Orduspor, dem Erstligisten seiner Heimatstadt Ordu. Hier gab er sein Profidebüt in der Ligapartie vom 11. September 1976 gegen Galatasaray Istanbul. Mit seiner zweiten Saison eroberte er dort einen Stammplatz und behielt diesen bis zu seinem Abschied zum Sommer 1981. Während dieser Zeit wurde er ein Mal mit seinem Verein Tabellenvierter der 1. Lig und errang damit den bislang größten Erfolg der Vereinsgeschichte.
Nachdem Orduspor zum Sommer 1981 überraschend den Klassenerhalt verfehlte und in die 2. Liga absteigen musste, verließ Poyraz den Klub und heuerte zusammen mit seinem Teamkollegen Şenol Çorlu beim Erstliganeuling Sakaryaspor an. Dieser Verein hatte es mit einigen gestandenen Spielern wie Coşkun Demirbakan, Yenal Kaçıra, Zafer Göncüler und vielen jungen Spielern geschafft, im Sommer 1981 zum ersten Mal in die 1. Lig aufzusteigen. In der Mannschaft befanden sich junge und damals unbekannte Spielern wie Nezihi Tosuncuk, Oğuz Çetin, Bahri Kaya, Aykut Yiğit, die alle später zu wichtigen Persönlichkeiten im türkischen Fußball werden sollten. In diesem Umfeld beendete die Mannschaft die Spielzeit 1981/82 auf dem 5. Tabellenplatz und avancierte zur Überraschungsmannschaft der Saison. Damit erreichte die Mannschaft die beste Erstligaplatzierung ihrer Vereinsgeschichte. Poyraz bildete mit Yenal Kaçıra und Coşkun Demirbakan die Abwehr seiner Mannschaft und stieg mit seinen Leistungen zum türkischen A-Nationalspieler auf. Nachdem der Verein im Sommer 1986 den Klassenerhalt verfehlt hatte, ging Poyraz mit ihm in die 2. türkische Liga und trug in der nächsten Saison dazu bei, dass der Verein als Zweitligameister den direkten Wiederaufstieg erreichte. Nach dem Aufstieg holte Poyraz mit seiner Mannschaft überraschend den Türkischer Pokalsieg. Nach diesem Erfolg spielte er eine weitere Saison für Sakaryaspor und verließ diesen Verein im Sommer 1989 mit 190 Erstligaeinsätzen für Sakaryaspor als der Spieler mit den meisten Süper-Lig-Einsätzen der Vereinsgeschichte.
Zur Saison 1989/90 kehrte er zu seinem Heimatverein, dem Zweitligisten Orduspor, zurück. Hier spielte er zwei Spielzeiten lang und beendete im Sommer 1991 seine Karriere.

### Nationalmannschaft
Poyraz' Nationalmannschaftskarriere begann im Januar 1977 mit einem Einsatz für die türkische U-18-Nationalmannschaft. Zwei Jahre später spielte er für die türkische B-Nationalmannschaft, der damaligen zweiten Auswahl der türkischen Nationalmannschaft.
1975 wurde er im Rahmen eines Qualifikationsspiels der Weltmeisterschaft 1982 gegen die isländische Nationalmannschaft vom Nationaltrainer Fethi Demircan zum ersten Mal und für das Aufgebot der türkischen Nationalmannschaft nominiert und gab in dieser Partie sein A-Länderspieldebüt.
Insgesamt absolvierte Poyraz ein vier U-18-, fünf B- und zwei A-Länderspiele für die Türkei.

## Erfolge
Mit Orduspor
- Tabellenfünfter der Süper Lig: 1978/79

Mit Sakaryaspor
- Tabellenfünfter der Süper Lig: 1981/82
- Meister der TFF 1. Lig und Aufstieg in die Süper Lig: 1980/81, 1986/87
- Türkischer Pokalsieger: 1987/88